# Skoki (gmina)
Pour les articles homonymes, voir Skoki.
Skoki est une gmina mixte du powiat de Wągrowiec, Grande-Pologne, dans le centre-ouest de la Pologne. Son siège est la ville de Skoki, qui se situe environ 16 km au sud de Wągrowiec et 34 km au nord-est de la capitale régionale Poznań.
La gmina couvre une superficie de 199 km2 pour une population de 9 023 habitants en 2010.

## Géographie

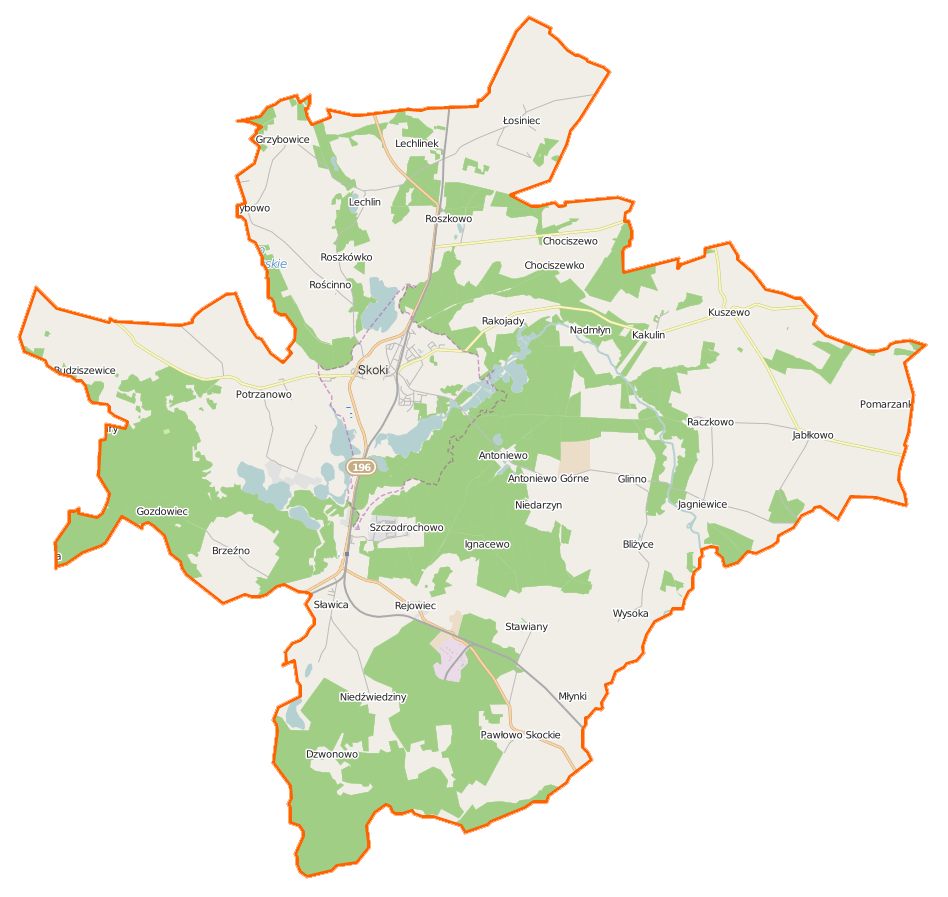
Plan de la gmina.

Outre la ville de Skoki, la gmina inclut les villages de:
- Bliżyce
- Brzeźno
- Budziszewice
- Chociszewo
- Glinno
- Grzybowo
- Jabłkowo
- Jagniewice
- Kakulin
- Kuszewo
- Lechlin
- Lechlinek
- Łosiniec
- Niedźwiedziny
- Pawłowo Skockie
- Pomarzanki
- Potrzanowo
- Raczkowo
- Rakojady
- Rejowiec
- Roszkowo
- Roszkówko
- Rościnno
- Sława Wielkopolska
- Sławica
- Stawiany
- Szczodrochowo
- Wysoka

### Gminy voisines
La gmina de Skoki est bordée des gminy de:
- Kiszkowo
- Kłecko
- Mieścisko
- Murowana Goślina
- Rogoźno
- Wągrowiec

## Structure du terrain
D'après les données de 2002, la superficie de la commune de Skoki est de 198,42 km2, répartis comme tel :
- terres agricoles : 55%
- forêts : 35%

La commune représente 19,07% de la superficie du powiat.

## Démographie
Données du 30 juin 2004 :
| description        | Total  | Total | Femmes | Femmes | Hommes | Hommes |
| ------------------ | ------ | ----- | ------ | ------ | ------ | ------ |
| Unité              | Nombre | %     | Nombre | %      | Nombre | %      |
| population         | 8861   | 100   | 4367   | 50,3   | 4314   | 49,7   |
| Densité (hab./km2) | 43,6   | 43,6  | 21,9   | 21,9   | 21,7   | 21,7   |